# Waterford (Hertfordshire)
Waterford – wieś w Anglii, w hrabstwie Hertfordshire. Leży 3 km na północny zachód od miasta Hertford i 35 km na północ od centrum Londynu.